# روبرتو دومينغيز كاستيلانوس
روبرتو دومينغيز كاستيلانوس هو سياسي مكسيكي، ولد في 15 أبريل 1954 في Venustiano Carranza, Chiapas ‏ في المكسيك. نشط حزبياً في الحزب الثوري المؤسساتي. وقد انتخب عضو مجلس النواب المكسيك ‏.